# كليات خمس
الكُلِّيَّاتُ في المنطق الصوري هي الحقائقُ المُجَرّدة التي لا تقع تحت حكم الحواس وتدرك بالعقل. هي خمس: النوع كالإنسان، والجنس كالحيوان، والفصل كالنطق للإنسان، والخاصة [الفارسية] كالضاحك للإنسان، والعامة كالماشي للإنسان أيضا. ويقال لها باليونانية إيساغوجي.